# サランスク

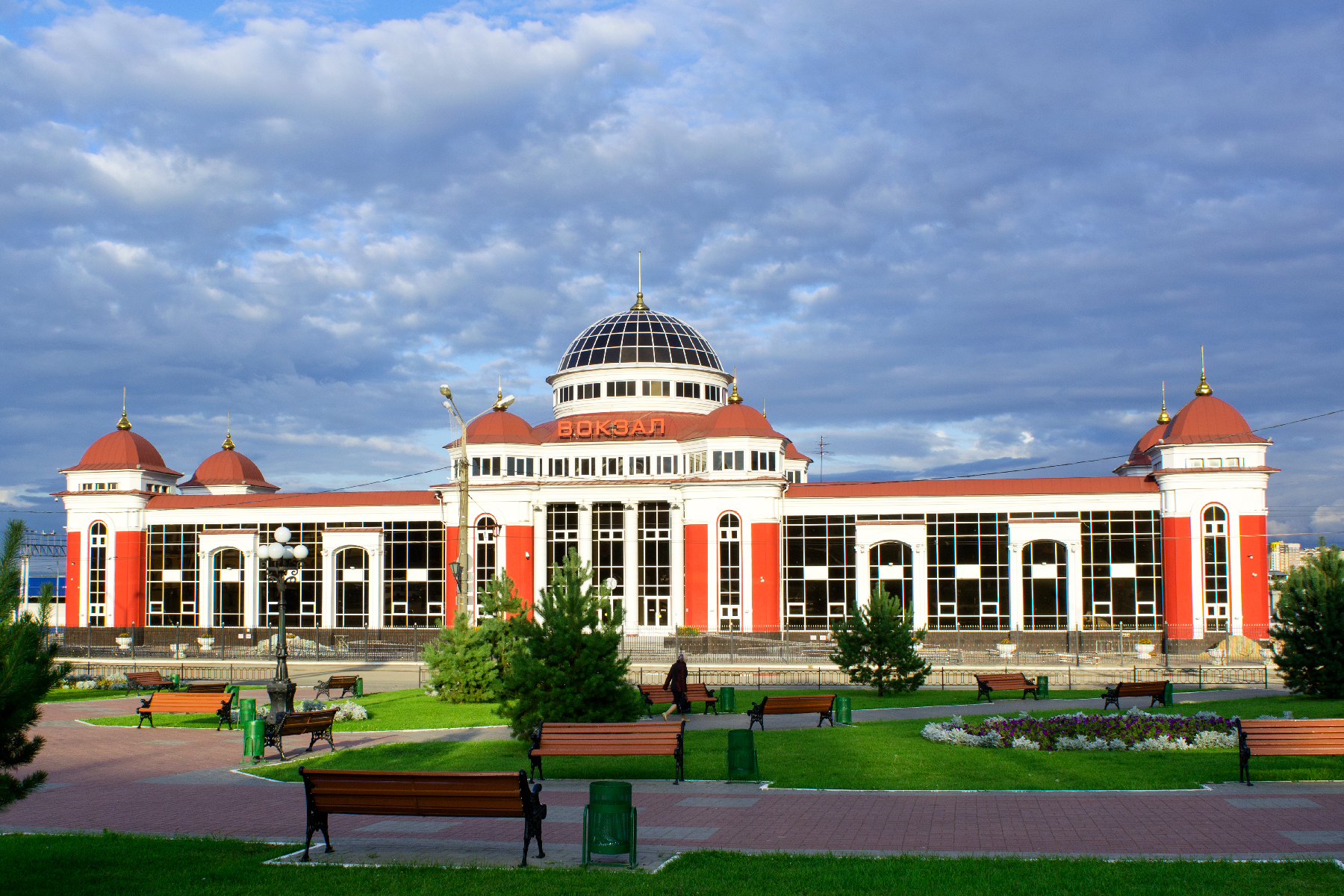
サランスク駅

サランスク（ロシア語: Сара́нск; モルドヴィン諸語: Саран ош）は、ロシア西部の都市で、モルドヴィア共和国の首都である。ヴォルガ盆地のサランカ川とインサル川の合流地点にあり、モスクワから東南東へ約630 kmの北緯54°11′ 東経45°11′に位置している。人口は、2010年国勢調査で297,415人である。

## 歴史
サランスクは、ロシア南東国境の要塞として1641年に入植が始まり、この当時に由来する多数の歴史的建造物がある。1934年にモルドヴィア自治ソビエト社会主義共和国が設置されると、サランスクは同国の首都となった。ソビエトのプランナーは、1960年代から1970年代にかけて、広い通りを加え巨大な住宅地域の建設を計画しつつ旧市街地を再建した。

## 気候
気候は大陸性気候であり、冬は寒冷、夏は暑くなる。年間平均気温は3.9 ℃、1月平均気温は-11.7 ℃、7月平均気温は19.3 ℃。過去最高気温は37 ℃だが2010年7月のロシアを襲った熱波では39 ℃を観測している。過去最低気温は-49 ℃。年間降水量は約500 mmである。
| サランスクの気候           | サランスクの気候 | サランスクの気候 | サランスクの気候 | サランスクの気候 | サランスクの気候 | サランスクの気候 | サランスクの気候 | サランスクの気候 | サランスクの気候 | サランスクの気候 | サランスクの気候 | サランスクの気候 | サランスクの気候 |
| 月                         | 1月              | 2月              | 3月              | 4月              | 5月              | 6月              | 7月              | 8月              | 9月              | 10月             | 11月             | 12月             | 年               |
| -------------------------- | ---------------- | ---------------- | ---------------- | ---------------- | ---------------- | ---------------- | ---------------- | ---------------- | ---------------- | ---------------- | ---------------- | ---------------- | ---------------- |
| 平均最高気温 °C （°F）     | −8.3 (17.1)      | −6.8 (19.8)      | −0.8 (30.6)      | 10.5 (50.9)      | 20.2 (68.4)      | 23.3 (73.9)      | 24.9 (76.8)      | 23.6 (74.5)      | 16.7 (62.1)      | 7.7 (45.9)       | −0.1 (31.8)      | −5.5 (22.1)      | 8.8 (47.8)       |
| 平均最低気温 °C （°F）     | −15.3 (4.5)      | −14.3 (6.3)      | −8.0 (17.6)      | 1.3 (34.3)       | 7.5 (45.5)       | 11.6 (52.9)      | 13.6 (56.5)      | 11.9 (53.4)      | 6.9 (44.4)       | 0.8 (33.4)       | −5.2 (22.6)      | −11.5 (11.3)     | −0.6 (30.9)      |
| 降水量 mm （inch）         | 32 (1.26)        | 24 (0.94)        | 25 (0.98)        | 32 (1.26)        | 39 (1.54)        | 59 (2.32)        | 74 (2.91)        | 50 (1.97)        | 49 (1.93)        | 47 (1.85)        | 44 (1.73)        | 35 (1.38)        | 510 (20.08)      |
| 出典：Гидрометцентр России |                  |                  |                  |                  |                  |                  |                  |                  |                  |                  |                  |                  |                  |

## 産業
サランスクでの産業活動には、電線、化学製品、装飾織物、食品の製造、機械組立そして金属加工が含まれる。この都市には、2つの火力発電所もある。

## 交通
サランスクには、1893年以来の鉄道駅があり、現在はルザエフカ―カザン間の「クイビシェフ鉄道」路線に位置している。また、この都市は「M5幹線道路」（ウラル幹線道路）沿いに位置している。
サランスク空港が整備されており、またリヤンビリ空軍基地に近接している。

## 文化・教育
サランスクには、1961年に建設された芸術劇場、人形劇場、喜劇場などいくつかの劇場がある。この都市には、地方歴史博物館と絵画博物館もある。1957年創立のモルドヴィア国立N・P・オガレフ記念大学が、いくつかの技術学校とともにサランスクに所在している。

## スポーツ
サッカークラブFCモルドヴィア・サランスクの本拠地である。2012-13シーズンにロシア・プレミアリーグ初昇格を果たした。
また、2018 FIFAワールドカップの開催地の一つで、収容人数約4万5000人のモルドヴィア・アリーナがある。グループHのコロンビア対日本戦など4試合が行われ、大会後はFCモルドヴィア・サランスクの本拠地となる予定。

## 姉妹都市
- ボテヴグラト（ブルガリア語版）、ブルガリア
- ゴジュフ・ヴィエルコポルスキ、ポーランド
- シェラツ（ポーランド語版）、ポーランド

## 出身者
- アニシャ・キルディアプキナ - 競歩選手[2]
- デニス・ニジェゴロドフ - 競歩選手
- エレーナ・ラシュマノワ - 競歩選手
- グーゼル・マニウロワ - レスリング選手